# Berrocal de Salvatierra
Berrocal de Salvatierra es un municipio y localidad española de la provincia de Salamanca, en la comunidad autónoma de Castilla y León. Se integra dentro de la comarca de Guijuelo y la subcomarca de Salvatierra. Pertenece al partido judicial de Béjar.
Su término municipal está formado por los núcleos de población de Berrocal, Las Dehesillas y Los Recios, ocupa una superficie total de 30,55 km² y según el padrón municipal elaborado por el INE en el año 2017, cuenta con una población de 85 habitantes.
Fronteriza al noroeste con Pedrosillo de los Aires; al este con Pizarral y Montejo; y al suroeste con Guijuelo.

## Geografía
El municipio es muy ondulado; formado por cerros destacables como Peña Abunacada, Monte Nuevo o Cuesta de la Iglesia; donde el pueblo se asienta en las laderas de estos cerros; aunque el punto culminante, en verdad, se encuentra al noroeste del término municipal, haciendo límite con Pedrosillo de los Aíres; su nombre es El Carrascal, con una altura de unos 993 msnn. En este municipio, es donde nace el río Alhándiga; que se forma en la confluencia de los arroyos de Navalcuerno y Valdelosanchos. El municipio se asienta sobre un suelo de antiguas rocas volcánicas compactadas; tales rocas compactadas da la forma de la pizarra y el granito, datando todo del Precámbrico y Paleozoico.
El clima que domina es el mediterráneo continental; con inviernos muy fríos y veranos suaves, con lluvias ocasionales. Los vientos suelen soplar de dirección norte y sur.

## Historia

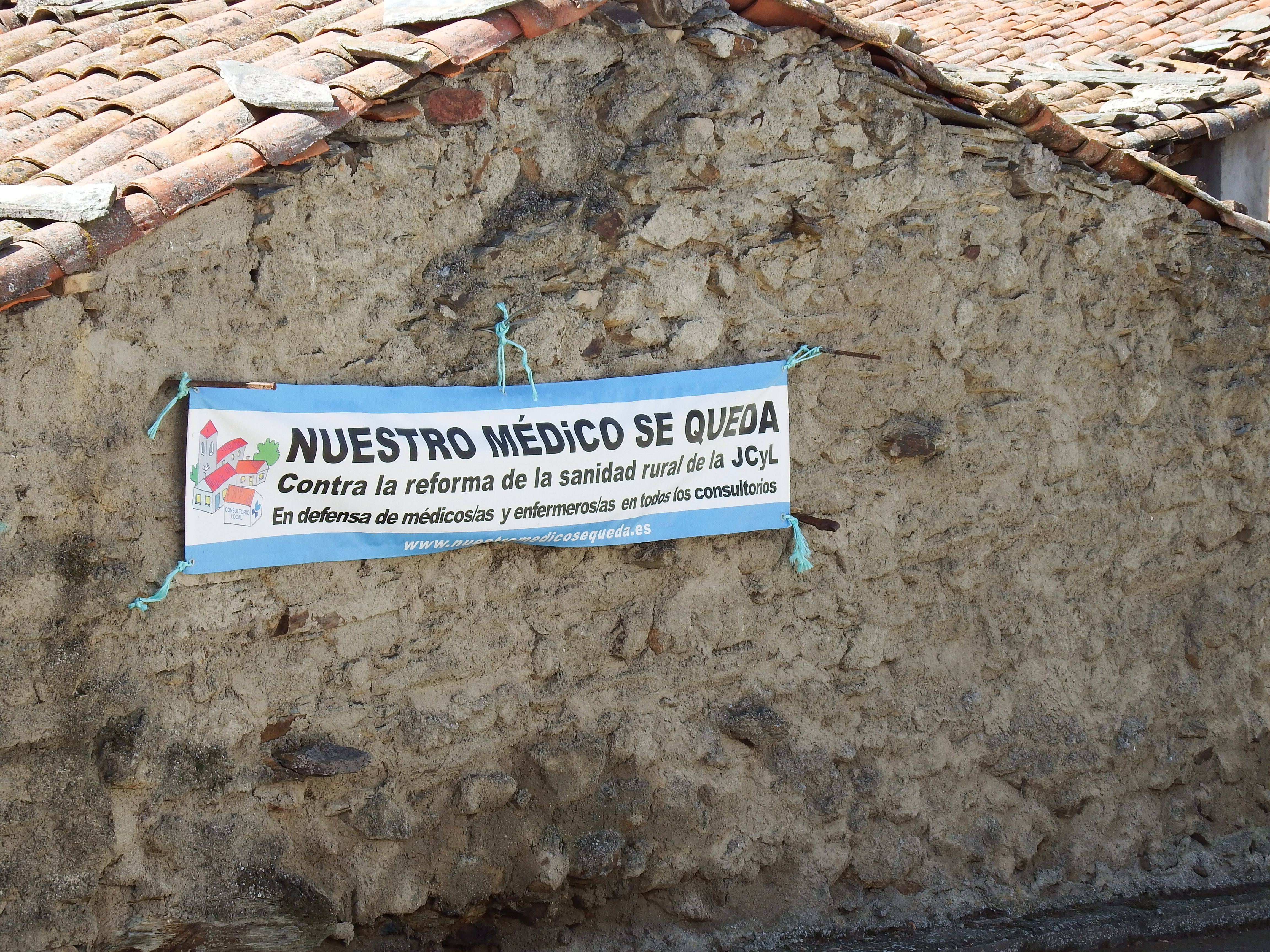
Protesta por la reducción de servicios médicos. 2021.

La fundación de Berrocal se remonta a la repoblación llevada a cabo por el rey de León Alfonso IX a principios del siglo XIII, cuando quedó incluido en el Alfoz de Salvatierra, dentro del Reino de León. Con la creación de las actuales provincias en 1833, Berrocal quedó integrado en la provincia de Salamanca, dentro de la Región Leonesa.

## Geografía humana

### Demografía
Cuenta con una población de 70 habitantes (INE 2024).
| Gráfica de evolución demográfica de Berrocal de Salvatierra entre 1842 y 2021                                         |
| |
| Población de derecho según los censos de población del INE. Población de hecho según los censos de población del INE. |

Según el Instituto Nacional de Estadística, Berrocal de Salvatierra tenía, a 31 de diciembre de 2018, una población total de 85 habitantes, de los cuales 48 eran hombres y 37 mujeres. Respecto al año 2000, el censo refleja 135 habitantes, de los cuales 68 eran hombres y 67 mujeres. Por lo tanto, la pérdida de población en el municipio para el periodo 2000-2018 ha sido de 50 habitantes, un 37% de descenso.
El municipio se divide en tres núcleos de población. De los 85 habitantes que poseía el municipio en 2018, la totalidad residía en Berrocal, pues Las Dehesillas y Los Recios se encuentran despoblados.

### Economía
La población se dedican a la agricultura y a la ganadería; cultivan cereales y garbanzos; y cuidan ovejas y vacas.

### Transporte
El municipio está bien comunicado por carretera, atravesándolo la DSA-206 en sentido norte-sur que permite acceder a Guijuelo y Pedrosillo de los Aires. Del entronque con esta carretera en las cercanías del pueblo surge la carretera DSA-216 que comunica con Pizarral y lleva hasta la carretera N-630 que une Gijón con Sevilla, donde se puede enlazar con la autovía Ruta de la Plata en la salida de Montejo. 
En cuanto al transporte público se refiere, tras el cierre de la ruta ferroviaria de la Vía de la Plata, que pasaba por el municipio de Pizarral y contaba con estación en el mismo, no existen servicios de tren en el municipio ni en los vecinos, ni tampoco línea regular con servicio de autobús. Por otro lado el Aeropuerto de Salamanca es el más cercano, estando a unos 50km de distancia.

## Cultura

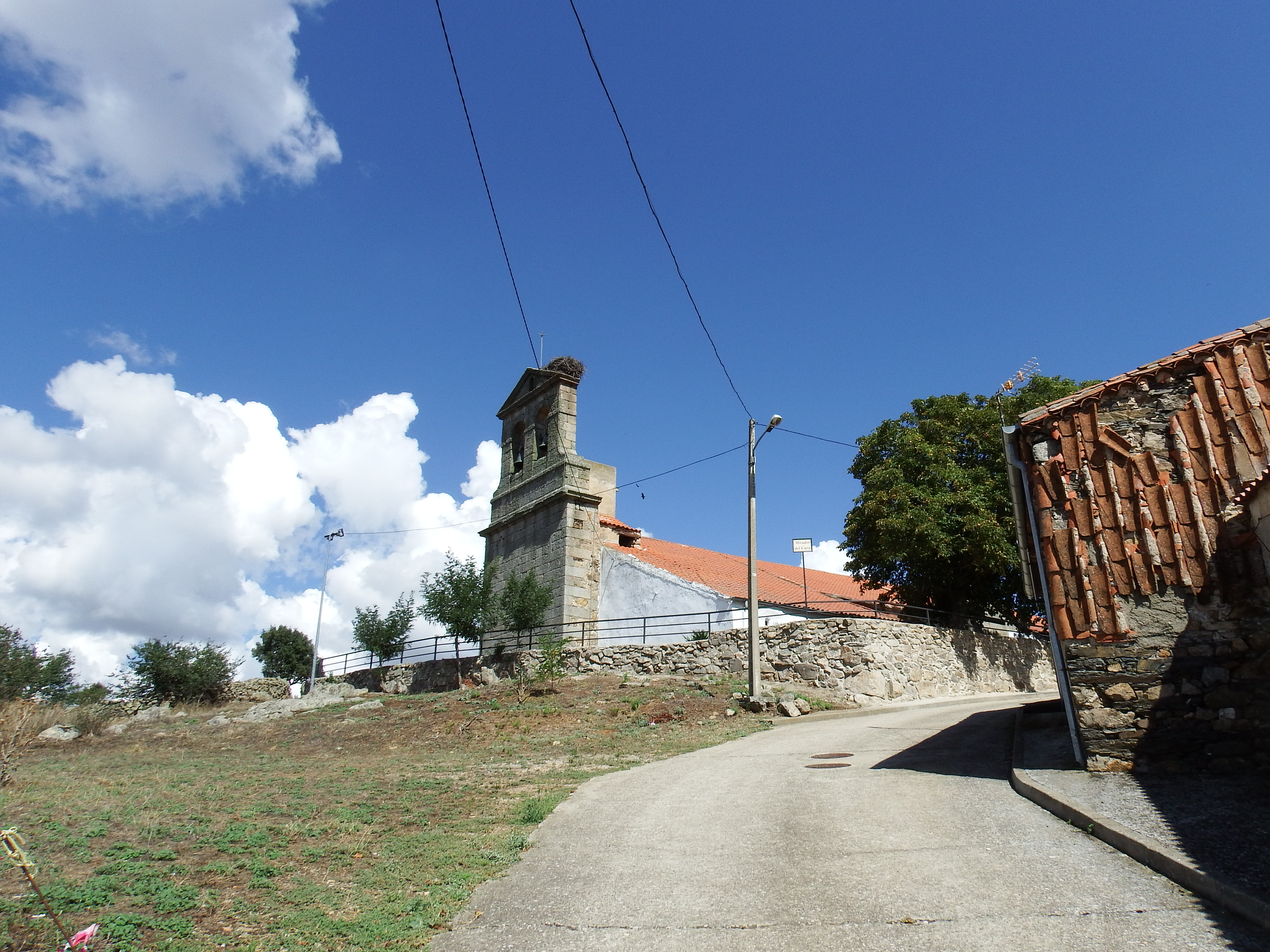
Iglesia de la Asunción

### Monumentos
La iglesia dedicada a Nuestra Señora de la Asunción se ubica sobre la cima de Peña Abunacada; que data del siglo XVIII. En la entrada a esta iglesia, se encuentra un milenario.

### Fiestas
Una de las festividades más populares, La visitación de la Virgen María a su prima Santa Isabel, se celebrada el 2 de julio dónde se reúnen los lugareños y “forasteros” de pueblos vecinos. A principios del mes de agosto se celebra otra la fiesta.

## Administración y política
| Partido político                              | 2019  | 2019  | 2019       | 2015  | 2015  | 2015       | 2011  | 2011  | 2011       | 2007  | 2007  | 2007       | 2003  | 2003  | 2003       |
| Partido político                              | %     | Votos | Concejales | %     | Votos | Concejales | %     | Votos | Concejales | %     | Votos | Concejales | %     | Votos | Concejales |
| Partido Popular (PP)                          | 57,14 | 40    | 2          | 44,44 | 32    | 2          | 40,51 | 32    | 3          | 42,86 | 30    | 3          | 36,73 | 36    | 1          |
| Partido Socialista Obrero Español (PSOE)      | 31,43 | 22    | 1          | 30,56 | 22    | 1          | 40,51 | 32    | 2          | 42,86 | 30    | 2          | 47,96 | 47    | 4          |
| Ciudadanos (Cs)                               | —     | —     | —          | 30,56 | 22    | 0          | —     | —     | —          | —     | —     | —          | —     | —     | —          |
| Coalición SI por Salamanca (SI)               | —     | —     | —          | —     | —     | —          | 31,65 | 25    | 0          | —     | —     | —          | —     | —     | —          |
| Unidad Regionalista de Castilla y León (URCL) | —     | —     | —          | —     | —     | —          | —     | —     | —          | —     | —     | —          | 8,16  | 8     | 0          |
| Unión del Pueblo Salmantino (UPSa)            | —     | —     | —          | —     | —     | —          | —     | —     | —          | —     | —     | —          | 2,04  | 2     | 0          |